# Mistrzostwa Świata w Hokeju na Lodzie Kobiet 2013/II Dywizja
Mistrzostwa Świata w Hokeju na Lodzie Kobiet II dywizji 2013 odbyły się w dwóch państwach: w Nowej Zelandii (Auckland) oraz w Hiszpanii (Puigcerdà). Zawody rozgrywano w dniach 8–14 kwietnia dla grupy A oraz 1–7 kwietnia dla grupy B. Po raz pierwszy w historii odbyły się kwalifikacje do mistrzostw grupy B. Turniej kwalifikacyjny odbył się w Izmirze.
W mistrzostwach świata drugiej dywizji uczestniczyło 12 zespołów, które podzielono na dwie grupy po 6 zespołów. Rozegrały one mecze systemem każdy z każdym. Zwycięzca turnieju grupy A awansował do mistrzostw świata pierwszej dywizji grupy B w 2014 roku, ostatni zespół grupy A w 2014 roku będzie grał w grupie B, zastępując zwycięzcę turnieju grupy B. Najsłabsza drużyna grupy B spadła do kwalifikacji drugiej dywizji.
Hale, w których odbyły się zawody to:
- Paradice Ice Arena (Auckland)
- Puigcerdà Arena (Puigcerdà)
- Bornova Buz Sporları Salonu (Izmir)

## Grupa A
Wyniki
| 8 kwietnia 2013 | Węgry | 9:1 | Słowenia | Paradice Ice Arena, Auckland |

| Szczegóły     | Szczegóły | Szczegóły       | Szczegóły          | Szczegóły                                |
| ------------- | --- | --------------- | ------------------ | ---------------------------------------- |
| Godzina: 3:00 | D. Medgyes (EQ) 01:04 D. Medgyes (EQ) 09:10 S. Dettrich (EQ) 14:43 A. Huszák (EQ) 15:24 A. Huszák (PP) 18:52 D. Medgyes (EQ) 21:45 K. Trencsényi (EQ) 24:48 F. Gasparics (EQ) 32:06 A. Huszák (EQ) 44:48 | (5:0, 3:0, 1:1) | 42:27 (EQ) P. Pren | Widzów: 60 Sędzia główny: Miamiko Utsumi |
| Godzina: 3:00 | 10 min. |                 | 6 min.             | Widzów: 60 Sędzia główny: Miamiko Utsumi |

| 8 kwietnia 2013 | Australia | 2:5 | Włochy | Paradice Ice Arena, Auckland |

| Szczegóły     | Szczegóły                                       | Szczegóły      | Szczegóły | Szczegóły                              |
| ------------- | ----------------------------------------------- | -------------- | --- | -------------------------------------- |
| Godzina: 6:30 | A. del Basso (PP) 07:01 A. del Basso (EQ) 53:45 | (1:3,0:1, 1:1) | 04:54 (EQ) E. Bonafini 11:38 (PP) E. Dalpra 15:08 (PP) F. Zandegiacomo Mistrofolo 22:08 (EQ) F. Zandegiacomo Mistrofolo 47:13 (PP) B. Larger | Widzów: 65 Sędzia główny: Liu Chun Hua |
| Godzina: 6:30 | 14 min.                                         |                | 8 min. | Widzów: 65 Sędzia główny: Liu Chun Hua |

| 8 kwietnia 2013 | Polska | 2:1 pd. | Nowa Zelandia | Paradice Ice Arena, Auckland |

| Szczegóły      | Szczegóły                                       | Szczegóły            | Szczegóły             | Szczegóły                                  |
| -------------- | ----------------------------------------------- | -------------------- | --------------------- | ------------------------------------------ |
| Godzina: 10:00 | K. Wieczorek (PP) 47:14 K. Wieczorek (EQ) 63:52 | (0:1, 0:0, 1:0, 1:0) | 16:02 (EQ) A. Thakker | Widzów: 250 Sędzia główny: Radka Růžičková |
| Godzina: 10:00 | 10 min.                                         |                      | 10 min.               | Widzów: 250 Sędzia główny: Radka Růžičková |

| 9 kwietnia 2013 | Węgry | 3:5 | Australia | Paradice Ice Arena, Auckland |

| Szczegóły     | Szczegóły                                                       | Szczegóły       | Szczegóły | Szczegóły                                |
| ------------- | --------------------------------------------------------------- | --------------- | --- | ---------------------------------------- |
| Godzina: 3:00 | A. Huszák (PP) 21:53 T. Horváth (EQ) 28:37 A. Huszák (EQ) 29:46 | (0:2, 3:1, 0:2) | 05:10 (EQ) S. Green 17:45 (EQ) A. del Basso 26:04 (PP) A. Seranko 41:07 (EQ) S. Lehmann 58:01 (EQ) A. Seranko | Widzów: 40 Sędzia główny: Melissa Szkola |
| Godzina: 3:00 | 14 min.                                                         |                 | 6 min. | Widzów: 40 Sędzia główny: Melissa Szkola |

| 9 kwietnia 2013 | Słowenia | 2:3 | Polska | Paradice Ice Arena, Auckland |

| Szczegóły     | Szczegóły                             | Szczegóły       | Szczegóły                                                            | Szczegóły                                 |
| ------------- | ------------------------------------- | --------------- | -------------------------------------------------------------------- | ----------------------------------------- |
| Godzina: 6:30 | P. Pren (EQ) 40:54 P. Pren (EQ) 46:10 | (0:0, 0:0, 2:3) | 46:51 (EQ) A. Berecka 53:57 (EQ) K. Szewczyk 59:45 (PP) K. Wieczorek | Widzów: 30 Sędzia główny: Radka Růžičková |
| Godzina: 6:30 | 18 min.                               |                 | 14 min.                                                              | Widzów: 30 Sędzia główny: Radka Růžičková |

| 9 kwietnia 2013 | Włochy | 6:2 | Nowa Zelandia | Paradice Ice Arena, Auckland |

| Szczegóły      | Szczegóły | Szczegóły       | Szczegóły                                  | Szczegóły                               |
| -------------- | --- | --------------- | ------------------------------------------ | --------------------------------------- |
| Godzina: 10:00 | B. Larger (PP) 00:44 E. Ballardini (EQ) 24:54 B. Larger (PP) 32:09 F. Zandegiacomo (EQ) 36:47 A. de la Forest de Divonne (EQ) 40:51 C. Saletta (PP) 49:54 | (1:0, 3:1, 2:1) | 21:29 (PP) A. Goulding 55:26 (EQ) C. Heale | Widzów: 250 Sędzia główny: Liu Chun Hua |
| Godzina: 10:00 | 10 min. |                 | 16 min.                                    | Widzów: 250 Sędzia główny: Liu Chun Hua |

| 11 kwietnia 2013 | Włochy | 3:1 | Słowenia | Paradice Ice Arena, Auckland |

| Szczegóły     | Szczegóły                                                          | Szczegóły       | Szczegóły          | Szczegóły                              |
| ------------- | ------------------------------------------------------------------ | --------------- | ------------------ | -------------------------------------- |
| Godzina: 3:00 | H. Elliscasis (EQ) 22:56 B. Larger (EQ) 51:13 E. Dalpra (EQ) 51:56 | (0:0, 1:0, 2:1) | 57:22 (EQ) P. Pren | Widzów: 20 Sędzia główny: Liu Chun Hua |
| Godzina: 3:00 | 10 min.                                                            |                 | 8 min.             | Widzów: 20 Sędzia główny: Liu Chun Hua |

| 11 kwietnia 2013 | Węgry | 6:3 | Polska | Paradice Ice Arena, Auckland |

| Szczegóły     | Szczegóły | Szczegóły       | Szczegóły                                                                | Szczegóły                                |
| ------------- | --- | --------------- | ------------------------------------------------------------------------ | ---------------------------------------- |
| Godzina: 6:30 | A. Huszák (PP) 00:44 D. Medgyes (EQ) 18:41 R. Dabasi (PP) 31:46 A. Huszák (EQ) 40:10 A. Kiss (EQ) 51:07 F. Gasparics (EQ) 53:17 | (2:0, 1:1, 3:2) | 23:00 (EQ) K. Późniewska 40:17 (EQ) I. Malinowska 46:56 (EQ) K. Szewczyk | Widzów: 80 Sędzia główny: Miamiko Utsumi |
| Godzina: 6:30 | 16 min. |                 | 12 min.                                                                  | Widzów: 80 Sędzia główny: Miamiko Utsumi |

| 11 kwietnia 2013 | Australia | 3:4 | Nowa Zelandia | Paradice Ice Arena, Auckland |

| Szczegóły      | Szczegóły                                                          | Szczegóły       | Szczegóły                                                                                           | Szczegóły                                 |
| -------------- | ------------------------------------------------------------------ | --------------- | --------------------------------------------------------------------------------------------------- | ----------------------------------------- |
| Godzina: 10:00 | A. del Basso (PP) 07:38 A. Steranko (EQ) 34:04 S. Green (EQ) 34:46 | (1:1, 2:2, 0:1) | 17:35 (SH) K. Langford 30:18 (PP) J. Horner-Pascoe 31:14 (PP) Z. Pielak-Jones 50:19 (PP) T. Tissink | Widzów: 500 Sędzia główny: Melissa Szkola |
| Godzina: 10:00 | 14 min.                                                            |                 | 10 min.                                                                                             | Widzów: 500 Sędzia główny: Melissa Szkola |

| 12 kwietnia 2013 | Polska | 0:3 | Włochy | Paradice Ice Arena, Auckland |

| Szczegóły     | Szczegóły | Szczegóły       | Szczegóły                                                          | Szczegóły                              |
| ------------- | --------- | --------------- | ------------------------------------------------------------------ | -------------------------------------- |
| Godzina: 3:00 |           | (0:1, 0:0, 0:2) | 11:26 (EQ) E. Dalpra 47:29 (EQ) M. Angeloni 51:01 (EQ) D. de Rugna | Widzów: 35 Sędzia główny: Liu Chun Hua |
| Godzina: 3:00 | 6 min.    |                 | 14 min.                                                            | Widzów: 35 Sędzia główny: Liu Chun Hua |

| 12 kwietnia 2013 | Słowenia | 3:7 | Australia | Paradice Ice Arena, Auckland |

| Szczegóły     | Szczegóły                                                 | Szczegóły       | Szczegóły | Szczegóły                                 |
| ------------- | --------------------------------------------------------- | --------------- | --- | ----------------------------------------- |
| Godzina: 6:30 | P. Pren (EQ) 24:46 P. Pren (EQ) 41:28 T. Lepir (EQ) 43:02 | (0:3, 1:0, 2:4) | 01:59 (EQ) S. Green 06:00 (EQ) A. Steranko 14:10 (EQ) S. Green 45:31 (PP) C. Cockerell 51:09 (EQ) S. Green 53:21 (EQ) A. del Basso 57:42 (EQ) A. Steranko | Widzów: 130 Sędzia główny: Miamiko Utsumi |
| Godzina: 6:30 | 6 min.                                                    |                 | 2 min. | Widzów: 130 Sędzia główny: Miamiko Utsumi |

| 12 kwietnia 2013 | Nowa Zelandia | 2:6 | Węgry | Paradice Ice Arena, Auckland |

| Szczegóły      | Szczegóły                                    | Szczegóły       | Szczegóły | Szczegóły                                 |
| -------------- | -------------------------------------------- | --------------- | --- | ----------------------------------------- |
| Godzina: 10:00 | K. Langford (EQ) 34:47 T. Tissink (EQ) 43:11 | (0:1, 1:3, 1:2) | 03:37 (PS) A. Huszák 20:51 (PP) A. Huszák 32:42 (EQ) A. Huszák 38:46 (EQ) D. Medgyes 42:23 (PP) L. Pintér 58:32 (EQ) A. Huszák | Widzów: 300 Sędzia główny: Melissa Szkola |
| Godzina: 10:00 | 10 min.                                      |                 | 6 min. | Widzów: 300 Sędzia główny: Melissa Szkola |

| 14 kwietnia 2013 | Australia | 4:2 | Polska | Paradice Ice Arena, Auckland |

| Szczegóły     | Szczegóły                                                                                     | Szczegóły       | Szczegóły                                      | Szczegóły                               |
| ------------- | --------------------------------------------------------------------------------------------- | --------------- | ---------------------------------------------- | --------------------------------------- |
| Godzina: 3:00 | A. Steranko (EQ) 27:08 L. Parrington (EQ) 29:57 A. Steranko (EQ) 46:52 A. Steranko (PP) 58:03 | (0:0, 2:1, 2:1) | 32:10 (PP) M. Czaplik 41:22 (EQ) K. Frąckowiak | Widzów: 120 Sędzia główny: Liu Chun Hua |
| Godzina: 3:00 | 10 min.                                                                                       |                 | 6 min.                                         | Widzów: 120 Sędzia główny: Liu Chun Hua |

| 14 kwietnia 2013 | Nowa Zelandia | 5:3 | Słowenia | Paradice Ice Arena, Auckland |

| Szczegóły     | Szczegóły | Szczegóły       | Szczegóły                                                      | Szczegóły                                 |
| ------------- | --- | --------------- | -------------------------------------------------------------- | ----------------------------------------- |
| Godzina: 6:30 | A. Thakker (EQ) 09:34 A. Goulding (PP) 39:26 R. Gottgtroy (EQ) 48:31 K. Langford (EQ) 49:09 K. Langford (PP) 58:04 | (1:1, 1:1, 3:1) | 15:16 (PP) M. Duh 33:02 (EQ) T. Lahajnar 58:26 (EQ) I. Prezelj | Widzów: 360 Sędzia główny: Miamiko Utsumi |
| Godzina: 6:30 | 4 min. |                 | 6 min.                                                         | Widzów: 360 Sędzia główny: Miamiko Utsumi |

| 14 kwietnia 2013 | Włochy | 1:3 | Węgry | Paradice Ice Arena, Auckland |

| Szczegóły      | Szczegóły                   | Szczegóły       | Szczegóły                                                      | Szczegóły                                 |
| -------------- | --------------------------- | --------------- | -------------------------------------------------------------- | ----------------------------------------- |
| Godzina: 10:00 | M. Campo Bagatin (EQ) 58:11 | (0:1, 0:1, 1:1) | 00:25 (EQ) V. Somogyi 39:31 (EQ) A. Kiss 41:13 (EQ) D. Medgyes | Widzów: 230 Sędzia główny: Melissa Szkola |
| Godzina: 10:00 | 10 min.                     |                 | 12 min.                                                        | Widzów: 230 Sędzia główny: Melissa Szkola |

### Tabela
Lp. = lokata, M = liczba rozegranych spotkań, W = Wygrane, WpD = Wygrane po dogrywce lub karnych, PpD = Porażki po dogrywce lub karnych, P = Porażki, G+ = Gole strzelone, G- = Gole stracone, Pkt = Liczba zdobytych punktów,       = awans do I dywizji       = pozostanie w II dywizji, grupy A       = spadek do II dywizji, grupy B
| Lp. | Zespół        | M | W | WpD | PpD | P | G + | G - | +/- | Pkt |
| --- | ------------- | - | - | --- | --- | - | --- | --- | --- | --- |
| 1   | Węgry         | 5 | 4 | 0   | 0   | 1 | 27  | 12  | +15 | 12  |
| 2   | Włochy        | 5 | 4 | 0   | 0   | 1 | 18  | 8   | +10 | 12  |
| 3   | Australia     | 5 | 3 | 0   | 0   | 2 | 21  | 17  | +4  | 9   |
| 4   | Nowa Zelandia | 5 | 2 | 0   | 1   | 2 | 14  | 20  | -6  | 7   |
| 5   | Polska        | 5 | 1 | 1   | 0   | 3 | 10  | 16  | -6  | 5   |
| 6   | Słowenia      | 5 | 0 | 0   | 0   | 5 | 10  | 27  | -17 | 0   |

## Grupa B
Wyniki
| 1 kwietnia 2013 | Południowa Afryka | 1:5 | Islandia | Puigcerdà Arena, Puigcerdà |

| Szczegóły      | Szczegóły | Szczegóły       | Szczegóły | Szczegóły                                  |
| -------------- | --------- | --------------- | --------- | ------------------------------------------ |
| Godzina: 13:00 |           | (1:4, 0:0, 0:1) |           | Widzów: 150 Sędzia główny: Meghan Mallette |

| 1 kwietnia 2013 | Korea Południowa | 4:1 | Chorwacja | Puigcerdà Arena, Puigcerdà |

| Szczegóły      | Szczegóły | Szczegóły       | Szczegóły | Szczegóły                                    |
| -------------- | --------- | --------------- | --------- | -------------------------------------------- |
| Godzina: 16:30 |           | (0:1, 0:0, 4:0) |           | Widzów: 160 Sędzia główny: Nikoleta Celárová |

| 1 kwietnia 2013 | Hiszpania | 3:1 | Belgia | Puigcerdà Arena, Puigcerdà |

| Szczegóły      | Szczegóły | Szczegóły       | Szczegóły | Szczegóły                                 |
| -------------- | --------- | --------------- | --------- | ----------------------------------------- |
| Godzina: 20:00 |           | (0:1, 1:0, 2:0) |           | Widzów: 325 Sędzia główny: Gabriella Gran |

| 2 kwietnia 2013 | Chorwacja | 5:4 | Islandia | Puigcerdà Arena, Puigcerdà |

| Szczegóły      | Szczegóły | Szczegóły       | Szczegóły | Szczegóły                             |
| -------------- | --------- | --------------- | --------- | ------------------------------------- |
| Godzina: 13:00 |           | (2:0, 3:2, 0:2) |           | Widzów: 50 Sędzia główny: Jana Zujewa |

| 2 kwietnia 2013 | Belgia | 9:1 | Południowa Afryka | Puigcerdà Arena, Puigcerdà |

| Szczegóły      | Szczegóły | Szczegóły       | Szczegóły | Szczegóły                                    |
| -------------- | --------- | --------------- | --------- | -------------------------------------------- |
| Godzina: 16:30 |           | (1:0, 5:1, 3:0) |           | Widzów: 120 Sędzia główny: Nikoleta Celárová |

| 2 kwietnia 2013 | Hiszpania | 0:3 | Korea Południowa | Puigcerdà Arena, Puigcerdà |

| Szczegóły      | Szczegóły | Szczegóły       | Szczegóły                                                    | Szczegóły                                  |
| -------------- | --------- | --------------- | ------------------------------------------------------------ | ------------------------------------------ |
| Godzina: 20:00 |           | (0:0, 0:0, 0:3) | 43:02 (EQ) Jo S-S. 47:22 (EQ) Park J-A. 57:31 (EN) Park J-A. | Widzów: 320 Sędzia główny: Meghan Mallette |
| Godzina: 20:00 | 12 min.   |                 | 14 min.                                                      | Widzów: 320 Sędzia główny: Meghan Mallette |

| 4 kwietnia 2013 | Chorwacja | 2:1 pd. | Belgia | Puigcerdà Arena, Puigcerdà |

| Szczegóły      | Szczegóły                                     | Szczegóły            | Szczegóły               | Szczegóły                                    |
| -------------- | --------------------------------------------- | -------------------- | ----------------------- | -------------------------------------------- |
| Godzina: 13:00 | A. Kadijević (EQ) 10:31 E. Filipeć (EQ) 63:43 | (1:0, 0:0, 0:1, 1:0) | 48:51 (EQ) L. de Decker | Widzów: 175 Sędzia główny: Nikoleta Celárová |
| Godzina: 13:00 | 6 min.                                        |                      | 14 min.                 | Widzów: 175 Sędzia główny: Nikoleta Celárová |

| 4 kwietnia 2013 | Korea Południowa | 4:1 | Islandia | Puigcerdà Arena, Puigcerdà |

| Szczegóły      | Szczegóły | Szczegóły       | Szczegóły | Szczegóły                                 |
| -------------- | --------- | --------------- | --------- | ----------------------------------------- |
| Godzina: 16:30 |           | (1:1, 2:0, 1:0) |           | Widzów: 125 Sędzia główny: Gabriella Gran |

| 4 kwietnia 2013 | Hiszpania | 12:1 | Południowa Afryka | Puigcerdà Arena, Puigcerdà |

| Szczegóły      | Szczegóły | Szczegóły       | Szczegóły | Szczegóły                              |
| -------------- | --------- | --------------- | --------- | -------------------------------------- |
| Godzina: 20:00 |           | (3:0, 4:0, 5:1) |           | Widzów: 365 Sędzia główny: Jana Zujewa |

| 5 kwietnia 2013 | Belgia | 0:2 | Korea Południowa | Puigcerdà Arena, Puigcerdà |

| Szczegóły      | Szczegóły | Szczegóły       | Szczegóły                               | Szczegóły                                 |
| -------------- | --------- | --------------- | --------------------------------------- | ----------------------------------------- |
| Godzina: 13:00 |           | (0:1, 0:0, 0:1) | 12:34 (EQ) Jo S-S. 44:44 (PP) Park J-A. | Widzów: 130 Sędzia główny: Gabriella Gran |
| Godzina: 13:00 | 10 min.   |                 | 8 min.                                  | Widzów: 130 Sędzia główny: Gabriella Gran |

| 5 kwietnia 2013 | Południowa Afryka | 2:17 | Chorwacja | Puigcerdà Arena, Puigcerdà |

| Szczegóły      | Szczegóły | Szczegóły       | Szczegóły | Szczegóły                             |
| -------------- | --------- | --------------- | --------- | ------------------------------------- |
| Godzina: 16:30 |           | (0:8, 2:3, 0:6) |           | Widzów: 80 Sędzia główny: Jana Zujewa |

| 5 kwietnia 2013 | Islandia | 1:4 | Hiszpania | Puigcerdà Arena, Puigcerdà |

| Szczegóły      | Szczegóły | Szczegóły       | Szczegóły | Szczegóły                                  |
| -------------- | --------- | --------------- | --------- | ------------------------------------------ |
| Godzina: 20:00 |           | (0:1, 0:0, 1:3) |           | Widzów: 400 Sędzia główny: Meghan Mallette |

| 7 kwietnia 2013 | Korea Południowa | 7:1 | Południowa Afryka | Puigcerdà Arena, Puigcerdà |

| Szczegóły      | Szczegóły | Szczegóły       | Szczegóły | Szczegóły                             |
| -------------- | --------- | --------------- | --------- | ------------------------------------- |
| Godzina: 13:00 |           | (1:1, 4:0, 2:0) |           | Widzów: 75 Sędzia główny: Jana Zujewa |

| 7 kwietnia 2013 | Islandia | 2:1 pd. | Belgia | Puigcerdà Arena, Puigcerdà |

| Szczegóły      | Szczegóły                                     | Szczegóły            | Szczegóły           | Szczegóły                                 |
| -------------- | --------------------------------------------- | -------------------- | ------------------- | ----------------------------------------- |
| Godzina: 16:30 | K. Ryan (EQ) 19:02 A. Agustsdottir (EQ) 61:23 | (1:0, 0:0, 0:1, 1:0) | 48:57 (EQ) S. Frere | Widzów: 90 Sędzia główny: Meghan Mallette |
| Godzina: 16:30 | 10 min.                                       |                      | 8 min.              | Widzów: 90 Sędzia główny: Meghan Mallette |

| 7 kwietnia 2013 | Chorwacja | 1:4 | Hiszpania | Puigcerdà Arena, Puigcerdà |

| Godzina: 20:00 |  | (0:0, 1:3, 0:1) |  | Widzów: 550 Sędzia główny: Nikoleta Celárová |

### Tabela
Lp. = lokata, M = liczba rozegranych spotkań, W = Wygrane, WpD = Wygrane po dogrywce lub karnych, PpD = Porażki po dogrywce lub karnych, P = Porażki, G+ = Gole strzelone, G- = Gole stracone, Pkt = Liczba zdobytych punktów,       = awans do II dywizji, grupa A       = pozostanie w II dywizji, grupy B       = spadek do kwalifikacji II dywizji
| Lp. | Zespół            | M | W | WpD | PpD | P | G + | G - | +/- | Pkt |
| --- | ----------------- | - | - | --- | --- | - | --- | --- | --- | --- |
| 1   | Korea Południowa  | 5 | 5 | 0   | 0   | 0 | 20  | 3   | +17 | 15  |
| 2   | Hiszpania         | 5 | 4 | 0   | 0   | 1 | 23  | 7   | +16 | 12  |
| 3   | Chorwacja         | 5 | 2 | 1   | 0   | 2 | 27  | 14  | +13 | 8   |
| 4   | Islandia          | 5 | 1 | 1   | 0   | 3 | 12  | 16  | -4  | 5   |
| 5   | Belgia            | 5 | 1 | 0   | 2   | 2 | 12  | 10  | +2  | 5   |
| 6   | Południowa Afryka | 5 | 0 | 0   | 0   | 5 | 6   | 50  | -44 | 0   |

## Grupa B - kwalifikacje
Wyniki
| 7 grudnia 2012 | Bułgaria | 3:4 | Turcja | Bornova Buz Sporları Salonu, Izmir |

| Szczegóły      | Szczegóły                                                         | Szczegóły       | Szczegóły                                                                         | Szczegóły                                  |
| -------------- | ----------------------------------------------------------------- | --------------- | --------------------------------------------------------------------------------- | ------------------------------------------ |
| Godzina: 19:00 | S. Stojanowa (PP) 35:52 L. Bobewa (EQ) 39:33 L. Bobewa (EQ) 39:58 | (0:0, 3:1, 0:3) | 28:52 (SH) S. Demir 45:20 (EQ) T. Dokur 55:28 (EQ) S. Demir 58:13 (EQ) D. Aydoğdu | Widzów: 775 Sędzia główny: Michaela Kiefer |

| 8 grudnia 2013 | Bułgaria | 6:1 | Irlandia | Bornova Buz Sporları Salonu, Izmir |

| Szczegóły      | Szczegóły | Szczegóły       | Szczegóły                | Szczegóły                                |
| -------------- | --- | --------------- | ------------------------ | ---------------------------------------- |
| Godzina: 19:00 | L. Bobewa (EQ) 15:50 O. Gospodinowa (EQ) 19:09 M. Zarewa (EQ) 20:47 O. Gospodinowa (EQ) 35:23 S. Stojanowa (EQ) 36:27 T. Lisiczkowa (EQ) 55:24 | (2:0, 3:0, 1:1) | 42:19 (EQ) C. McCaughley | Widzów: 198 Sędzia główny: Annika Floden |

| 9 grudnia 2013 | Irlandia | 1:7 | Turcja | Bornova Buz Sporları Salonu, Izmir |

| Szczegóły      | Szczegóły               | Szczegóły       | Szczegóły | Szczegóły                                |
| -------------- | ----------------------- | --------------- | --- | ---------------------------------------- |
| Godzina: 19:00 | S. McEneaney (EQ) 29:04 | (0:3, 1:2, 0:2) | 00:24 (EQ) G. Öztaşdelen 04:56 (EQ) T. Dokur 06:11 (PP) C. Alkan 23:09 (EQ) B. Demirkol 37:21 (EQ) G. Öztaşdelen 52:54 (PP) S. Demir 57:53 (EQ) S. Demir | Widzów: 612 Sędzia główny: Annika Floden |

### Tabela
Lp. = lokata, M = liczba rozegranych spotkań, W = Wygrane, WpD = Wygrane po dogrywce lub karnych, PpD = Porażki po dogrywce lub karnych, P = Porażki, G+ = Gole strzelone, G- = Gole stracone, Pkt = Liczba zdobytych punktów,       = awans do II dywizji, grupa B
| Lp. | Zespół   | M | W | WpD | PpD | P | G + | G - | +/- | Pkt |
| --- | -------- | - | - | --- | --- | - | --- | --- | --- | --- |
| 1   | Turcja   | 2 | 2 | 0   | 0   | 0 | 11  | 4   | +7  | 6   |
| 2   | Bułgaria | 2 | 1 | 0   | 0   | 1 | 9   | 5   | +4  | 3   |
| 3   | Irlandia | 2 | 0 | 0   | 0   | 2 | 2   | 13  | -11 | 0   |